# 小山慶一郎の健者のBORDER30〜専門医が導く健康への分かれ道〜
『小山慶一郎の健者のBORDER30〜専門医が導く健康への分かれ道〜』（こやまけいいちろうのけんじゃのボーダーサーティ せんもんいがみちびくけんこうへのわかれみち）は、東京メトロポリタンテレビジョン（TOKYO MX）で放送されていた情報バラエティ番組で、小山慶一郎（NEWS）の冠番組。

## 概要
小山慶一郎にとって初となる単独冠番組であり、TOKYO MX初出演番組。「将来、健康でいるためには、30代の過ごし方がカギ！」として、自身の健康について気になり始めている小山が、「健者」と称した様々な分野の専門医を迎えて、ゲストと共に健康について知りたいことを学んでいく。
2019年9月27日の第3回目の放送をもって当番組は終了した。その後小山は2019年10月から同局のバラいろダンディ隔週レギュラーとして出演している。

## 出演者

### MC
- 小山慶一郎

### ナレーション
- 福島孝広

## 放送リスト

### 日程
| 回 | 放送日         | ゲスト                                |
| -- | -------------- | ------------------------------------- |
| 1  | 2019年 7月27日 | 島崎和歌子 ナジャ・グランディーバ     |
| 2  | 2019年 8月30日 | 保田圭 ミッツ・マングローブ           |
| 3  | 2019年 9月27日 | 野沢直子 ダイアナ・エクストラバガンザ |